# Xã Union, Quận Scotland, Missouri
Xã Union (tiếng Anh: Union Township) là một xã thuộc quận Scotland, tiểu bang Missouri, Hoa Kỳ. Năm 2010, dân số của xã này là 448 người.